# Washington (Iowa)
Washington – miasto w Stanach Zjednoczonych, w stanie Iowa, w hrabstwie Washington. Zgodnie ze spisem statystycznym z 2000 roku, miasto liczyło 7 047 mieszkańców.